# مدرسه ژاپنی‌ها در تهران
مدرسه ژاپنی‌ها در تهران (テヘラン日本人学校 Teheran Nihonjin Gakkō) یک مدرسه ژاپنی  واقع در  خیابان قبادیان بین ولیعصر و بلوار نلسون ماندلا شهر تهران بوده  و وابسته به سفارت ژاپن در تهران می‌باشد.